# میشل ونتورلا
میشل ونتورلا (انگلیسی: Michelle Venturella؛ زادهٔ ۱۱ مهٔ ۱۹۷۳) بازیکن سافت‌بال اهل ایالات متحده آمریکا بود.